# Saint-Frion
Saint-Frion – miejscowość i gmina we Francji, w regionie Nowa Akwitania, w departamencie Creuse.
Według danych na rok 1990 gminę zamieszkiwało 180 osób, a gęstość zaludnienia wynosiła 10 osób/km² (wśród 747 gmin Limousin Saint-Frion plasuje się na 449. miejscu pod względem liczby ludności, natomiast pod względem powierzchni na miejscu 383.).